# Baryscapus evonymellae
Baryscapus evonymellae is een vliesvleugelig insect uit de familie Eulophidae. De wetenschappelijke naam is voor het eerst geldig gepubliceerd in 1834 door Bouché.